# Пакстон (Небраска)
Пакстон (англ. Paxton) — селище (англ. village) в США, в окрузі Кейт штату Небраска. Населення — 516 осіб (2020).

## Географія
Пакстон розташований за координатами 41°7′24″ пн. ш. 101°21′7″ зх. д. / 41.12333° пн. ш. 101.35194° зх. д. (41.123370, -101.351957).  За даними Бюро перепису населення США в 2010 році селище мало площу 2,67 км², уся площа — суходіл.

## Демографія
Згідно з переписом 2010 року, у селищі мешкали 523 особи в 226 домогосподарствах у складі 146 родин. Густота населення становила 196 осіб/км².  Було 248 помешкань (93/км²).
Расовий склад населення:
| - 98,3 % — білих - 1,0 % — азіатів |

До двох чи більше рас належало 0,4 %. Частка іспаномовних становила 1,9 % від усіх жителів.
За віковим діапазоном населення розподілялося таким чином: 25,8 % — особи молодші 18 років, 61,4 % — особи у віці 18—64 років, 12,8 % — особи у віці 65 років та старші. Медіана віку мешканця становила 41,9 року. На 100 осіб жіночої статі у селищі припадало 109,2 чоловіків;  на 100 жінок у віці від 18 років та старших — 104,2 чоловіків також старших 18 років.
Середній дохід на одне домашнє господарство  становив 57 706 доларів США (медіана — 50 882), а середній дохід на одну сім'ю — 64 027 доларів (медіана — 58 056). За межею бідності перебувало 18,3 % осіб, у тому числі 28,8 % дітей у віці до 18 років та 11,8 % осіб у віці 65 років та старших.
Цивільне працевлаштоване населення становило 291 осіб. Основні галузі зайнятості: освіта, охорона здоров'я та соціальна допомога — 23,0 %, роздрібна торгівля — 19,9 %, сільське господарство, лісництво, риболовля — 11,0 %, транспорт — 10,3 %.